# Anders Mildner
Carl Anders Mildner, född 5 september 1968, är en svensk kulturjournalist, författare och musiker. 
Mildner har bland annat arbetat som debattredaktör på Svenska Dagbladet, kulturchef på Smålandsposten, nyhetsreporter på Sydsvenskan och ledarskribent på Expressen. Anders Mildner skriver och deltar också ofta i debatter som rör journalistik, internet och sociala medier.
Mildner var tidigare musiker, och då främst verksam som trummis i popbandet Beagle. Gruppen hade sina största framgångar under tidigt 1990-tal. Den första singeln, "A Different Sunday", kom ut 1991 på skivbolaget Polar och följdes 1992 av bandets första album Sound On Sound, vilket nominerades till en Grammis som "Bästa nykomling".
2012 släpptes boken Koltrasten som trodde att den var en ambulans. Boken handlar om ljud – hur och varför vårt samhälle låter som det gör.